# Hesthesis montana
Hesthesis montana là một loài bọ cánh cứng trong họ Cerambycidae.